# 33323 Lucaspaganini
33323 Lucaspaganini è un asteroide della fascia principale. Scoperto nel 1998, presenta un'orbita caratterizzata da un semiasse maggiore pari a 3,106717 UA e da un'eccentricità di 0,209373, inclinata di 11,290084° rispetto all'eclittica. Ha un diametro di 15,888 km.